# Steinernes Haus

Steinernes Haus är ett berömt gotiskt hus i Frankfurt am Main, beläget vid Markt, gatan som löper mellan Römerberg och domkyrkan. Det byggdes på 1460-talet och byggherre var Johann von Melen, som 1464 hade låtit riva de två hus som befann sig på tomten för att samma år lägga grundstenen till det nya gotiska bygget. Huset tillhörde släkten Melen till 1708. 1898 kom det i stadens ägo. I mars 1944 förstördes huset i två bombangrepp varvid hela innandömet brann ut och fasaden mot Markt rasade. Ruinerna stod kvar tills en rekonstruktion genomfördes mellan 1959 och 1962. Interiören rekonstruerades dock inte utan fick en modern prägel. Lokalerna utnyttjas idag av konstföreningen Frankfurter Kunstverein e.V. som där ordnar utställningar med modern konst.

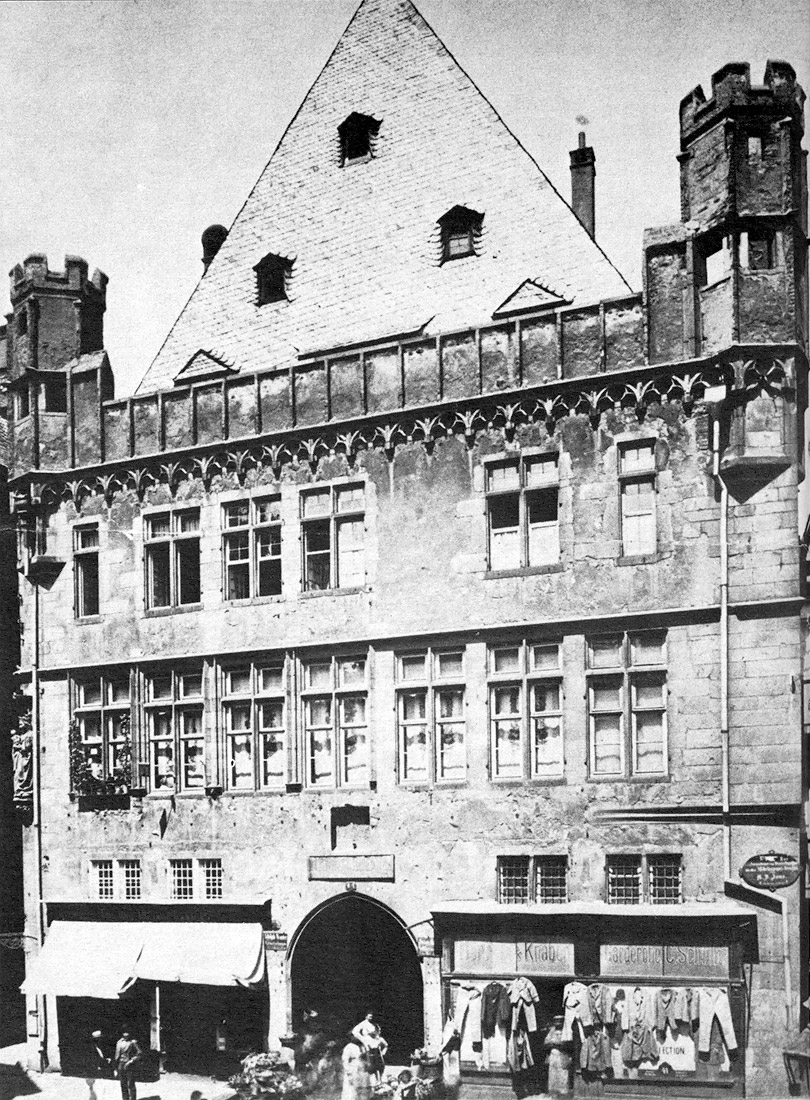
Steinernes Haus. Fotografi från 1880
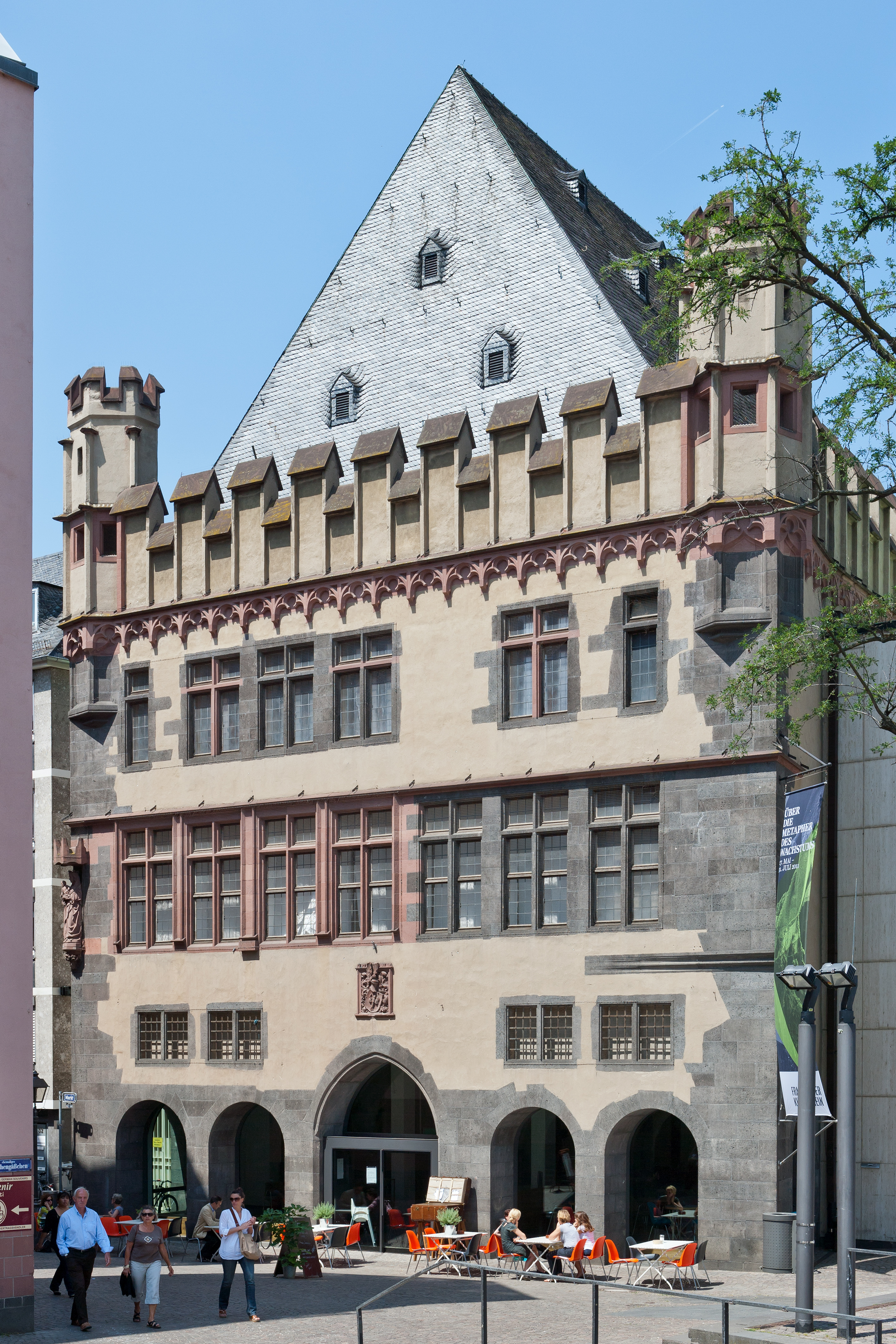
Steinernes Haus
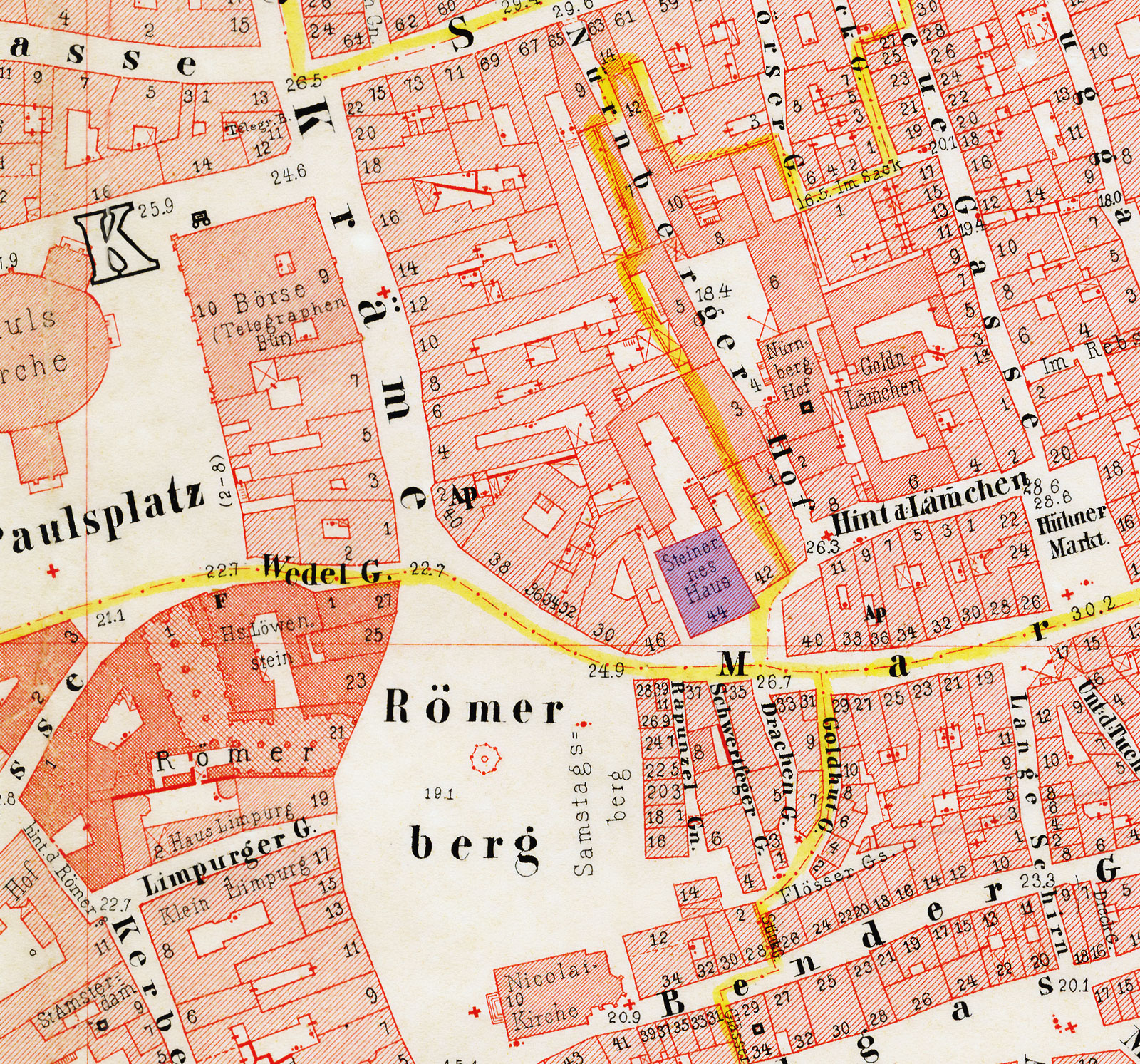
Läge på en karta från 1861